# Pigí
Pour les articles homonymes, voir Pigí (homonymie).
Pigí (en grec Πηγή, Piyí, « Source ») est une localité de la municipalité de Réthymnon en Crète, à 9 km à l'est de la ville de Réthymnon, sur la route du monastère d'Arkadi, à une altitude de 60 mètres.

## Géographie et histoire
Le village est situé au cœur d'une région fertile. Selon le voyageur anglais Robert Pashley, en 1837, le nom du village viendrait « d'une source riche qui alimente le village en eau excellente ». Pigi est occupé dès l'époque vénitienne.

## Attractions: monuments, temples
Il y a de nombreuses églises et chapelles à l'intérieur et à proximité du village : l'Église de Agia Paravskevi, de la Vierge Marie, de Agios Georgios de Koutroulis, de Agios Georgios (église du cimetière), de Agios Ioannis et d'autres. L'église de Agios Nikolaos est décorée de fresques du XIVe siècle et l'église St Georges a des fresques portant la date 1411.

## Transport
Il y a un service de bus (KTEL) à partir de / à Rethymno servant cette zone (services pour Kyrianna et Loutra)